# Kanae Ikehata
Pour les articles homonymes, voir Ikehata.
Kanae Ikehata (池端 花奈恵, Ikehata Kanae), née le 10 décembre 1982 à Iida, est une fleurettiste japonaise.

## Carrière
Elle remporte la médaille de bronze lors des championnats du monde 2007 et est quart-finaliste lors des Jeux olympiques de Londres en 2012.